# جوزيف فيتز راندولف
جوزيف فيتز راندولف (بالإنجليزية: Joseph Fitz Randolph)‏ هو محامي وقاضي وسياسي أمريكي، ولد في 14 مارس 1803 في نيويورك في الولايات المتحدة، وتوفي في 20 مارس 1873 في جيرسي سيتي في الولايات المتحدة. انتخب عضو مجلس النواب الأمريكي.